# Prothema leucaspis
Prothema leucaspis är en skalbaggsart som beskrevs av Louis Alexandre Auguste Chevrolat 1863. Prothema leucaspis ingår i släktet Prothema och familjen långhorningar.
Artens utbredningsområde är Filippinerna. Inga underarter finns listade i Catalogue of Life.